# S.O.S. Gulubú
 S.O.S. Gulubú  es una película de Argentina de animación filmada en colores dirigida por Susana Tozzi sobre su propio guion escrito en colaboración con   Enrique Morales sobre personajes de María Elena Walsh que se estrenó el 18 de julio de 1996. Por problemas de orden económico se atrasó la producción y su exhibición comercial haciendo que al tiempo del estreno el material tuviera una apariencia tecnológicamente avejentada.

## Sinopsis
Gulubú, un territorio del mundo de la fantasía habitado por la Vaca estudiosa, el Brujo y otros personajes de los cuentos y canciones de María Elena Walsh.

## Reparto
- Leonor Manso
- Patricio Contreras
- Ana María Giunta
- Julián Weich
- Carlos Godio
- Lucila Bertola
- Ernesto Michel
- Rodolfo González
- María Isabel Cane
- Enrique Morales

## Comentarios
Adrián C. Martínez en La Nación opinó:

«La coordinación de títeres y los dibujos animados aportaron una enorme calidad visual a la anécdota, en tanto que las escenas con seres reales apoyaron con auténtica calidez esta historia que se sigue con mirada tierna y espíritu abierto.»

Manrupe y Portela escriben:

«Opera prima de Susana Tozzi, integra 12 episodios con animación y títeres.»